# Nederlands landskampioenschap voetbal 1906/07
Het Nederlands landskampioenschap voetbal van het seizoen 1906/07 werd beslist middels twee kampioenswedstrijden tussen de kampioen van de westelijke afdeling HVV en de Oostelijke de PW.
De Haagse club won over twee wedstrijden van de Enschedese club en werd de kampioen van Nederland.
| Wedstrijd | Uitslagen    |
| --------- | ------------ |
| PW - HVV  | 3 - 5, 1 - 4 |

## Eindstanden

### Oost
| Positie | Club       | WG | W  | G | V  | P  | DS    |
| ------- | ---------- | -- | -- | - | -- | -- | ----- |
| 1.      | PW         | 12 | 10 | 1 | 1  | 21 | 54-13 |
| 2.      | GVC        | 12 | 7  | 1 | 4  | 15 | 45-27 |
| 3.      | UD         | 12 | 6  | 1 | 5  | 13 | 45-37 |
| 4.      | Quick      | 12 | 6  | 1 | 5  | 13 | 29-29 |
| 5.      | AFC Quick  | 12 | 5  | 1 | 6  | 11 | 26-38 |
| 6.      | Vitesse    | 12 | 3  | 1 | 8  | 7  | 22-40 |
| 7.      | Wilhelmina | 12 | 2  | 0 | 10 | 4  | 13-50 |

### West
| Positie | Club          | WG | W  | G | V  | P  | DS    |
| ------- | ------------- | -- | -- | - | -- | -- | ----- |
| 1.      | HVV           | 18 | 14 | 3 | 1  | 31 | 72-19 |
| 2.      | HFC           | 18 | 14 | 2 | 2  | 30 | 71-34 |
| 3.      | Hercules      | 18 | 7  | 6 | 5  | 20 | 46-33 |
| 4.      | HBS           | 18 | 8  | 2 | 8  | 18 | 51-55 |
| 5.      | Quick         | 18 | 7  | 3 | 8  | 17 | 43-32 |
| 6.      | Haarlem       | 18 | 7  | 2 | 9  | 16 | 30-40 |
| 7.      | Ajax (Leiden) | 18 | 6  | 2 | 10 | 14 | 36-68 |
| 8.      | Sparta        | 18 | 4  | 5 | 9  | 13 | 27-49 |
| 9.      | Velocitas     | 18 | 4  | 3 | 11 | 11 | 33-58 |
| 10.     | DFC           | 18 | 4  | 2 | 12 | 10 | 37-58 |

Nederlands landskampioenschap

1888/89 · 
1889/90 ·
1890/91 ·
1891/92 ·
1892/93 ·
1893/94 ·
1894/95 ·
1895/96 ·
1896/97 ·
1897/98 ·
1898/99 ·
1899/00 ·
1900/01 ·
1901/02 ·
1902/03 ·
1903/04 ·
1904/05 ·
1905/06 ·
1906/07 ·
1907/08 ·
1908/09 ·
1909/10 ·
1910/11 ·
1911/12 ·
1912/13 ·
1913/14 ·
1914/15 ·
1915/16 ·
1916/17 ·
1917/18 ·
1918/19 ·
1919/20 ·
1920/21 ·
1921/22 ·
1922/23 ·
1923/24 ·
1924/25 ·
1925/26 ·
1926/27 ·
1927/28 ·
1928/29 ·
1929/30 ·
1930/31 ·
1931/32 ·
1932/33 ·
1933/34 ·
1934/35 ·
1935/36 ·
1936/37 ·
1937/38 ·
1938/39 ·
1939/40 ·
1940/41 ·
1941/42 ·
1942/43 ·
1943/44 ·
1944/45 ·
1945/46 ·
1946/47 ·
1947/48 ·
1948/49 ·
1949/50 ·
1950/51 ·
1951/52 ·
1952/53 ·
1953/54
Betaald voetbal

Eerste klasse 1954/55 ·
Hoofdklasse 1955/56
Eredivisie

1956/57 · 1957/58 · 1958/59 · 1959/60 · 1960/61 · 1961/62 · 1962/63 · 1963/64 · 1964/65 · 1965/66 · 1966/67 · 1967/68 · 1968/69 · 1969/70 · 1970/71 · 1971/72 · 1972/73 · 1973/74 · 1974/75 · 1975/76 · 1976/77 · 1977/78 · 1978/79 · 1979/80 · 1980/81 · 1981/82 · 1982/83 · 1983/84 · 1984/85 · 1985/86 · 1986/87 · 1987/88 · 1988/89 · 1989/90 · 1990/91 · 1991/92 · 1992/93 · 1993/94 · 1994/95 · 1995/96 · 1996/97 · 1997/98 · 1998/99 · 1999/00 · 2000/01 · 2001/02 · 2002/03 · 2003/04 · 2004/05 · 2005/06 · 2006/07 · 2007/08 · 2008/09 · 2009/10 · 2010/11 · 2011/12 · 2012/13 · 2013/14 · 2014/15 · 2015/16 · 2016/17 · 2017/18 · 2018/19 · 2019/20 · 2020/21 · 2021/22 · 2022/23 · 2023/24 · 2024/25